# Corrida Integração
A Corrida Integração é uma tradicional corrida de rua de 10km realizada na cidade de Campinas e organizada pela EPTV, afiliada da Rede Globo em três regiões do interior de São Paulo. Até 1999, a prova foi realizada no Centro de Campinas, com largada e chegada na Avenida Francisco Glicério; contudo, o evento tornou-se grande demais e passou a ser realizado em torno da Lagoa do Taquaral. A partir de 2007, a Corrida Integração passou a ter a largada na Praça Arautos da Paz. 
Em 2007, a Confederação Brasileira de Atletismo conferiu à Corrida Integração o status de Prova - Classe A, por atender a todos os requisitos técnicos da CBAt.

## Percurso
O percurso atualmente tem 10km e tem largada e chegada na Praça Arautos da Paz:
- Praça Arautos da Paz, Jardim Bela Vista
- Avenida Júlio Prestes, Taquaral
- Avenida José de Sousa Campos, Cambuí
- Avenida Orosimbo Maia, Cambuí
- Rua Doutor José Novaes, Vila Angelino Rossi
- Avenida Barão de Itapura, Jardim Nossa Senhora Auxiliadora/Taquaral
- Avenida Doutor Heitor Penteado, Taquaral/Parque Taquaral
- Praça Arautos da Paz

## Vencedores

### Masculino
| Ano  | Atleta                        | País     | Tempo | Distância | Ref   |
| ---- | ----------------------------- | -------- | ----- | --------- | ----- |
| 1984 | Clésio Araújo                 | Brasil   |       |           | [ 1 ] |
| 1985 | Múcio Denilson Capanema       | Brasil   |       |           | [ 1 ] |
| 1986 | Diamantino Silveira Santos    | Brasil   |       |           | [ 1 ] |
| 1987 | Diamantino Silveira Santos    | Brasil   |       |           | [ 1 ] |
| 1988 | Diamantino Silveira Santos    | Brasil   |       |           | [ 1 ] |
| 1989 | João Alves dos Santos         | Brasil   |       |           | [ 1 ] |
| 1990 | Antonio Aparecido da Silva    | Brasil   |       |           | [ 1 ] |
| 1991 | Artur de Freitas Castro       | Brasil   |       |           | [ 1 ] |
| 1992 | Luis Amarilha Ibarra          | Brasil   |       |           | [ 1 ] |
| 1993 | Ronaldo da Costa              | Brasil   |       |           | [ 1 ] |
| 1994 | Elenilson da Silva            | Brasil   |       |           | [ 1 ] |
| 1995 | Vanderlei Cordeiro de Lima    | Brasil   |       |           | [ 1 ] |
| 1996 | Valdenor Pereira dos Santos   | Brasil   |       |           | [ 1 ] |
| 1997 | Vanderlei Cordeiro de Lima    | Brasil   |       |           | [ 1 ] |
| 1998 | Valdenor Pereira dos Santos   | Brasil   |       |           | [ 1 ] |
| 1999 | Vanderlei Cordeiro de Lima    | Brasil   |       |           | [ 1 ] |
| 2000 | Daniel Lopes Ferreira         | Brasil   |       |           | [ 1 ] |
| 2001 | Valdenor Pereira dos Santos   | Brasil   |       |           | [ 1 ] |
| 2002 | Rômulo Wagner da Silva        | Brasil   |       |           | [ 1 ] |
| 2003 | Franck Caldeira de Almeida    | Brasil   |       |           | [ 1 ] |
| 2004 | Franck Caldeira de Almeida    | Brasil   |       |           | [ 1 ] |
| 2005 | Luís Fernando de Almeida Lima | Brasil   | 29:32 |           | [ 1 ] |
| 2006 | Matthew Cheboi                | Quênia   | 29:11 |           | [ 1 ] |
| 2007 | João Ferreira de Lima         | Brasil   | 29:55 | 10km      | [ 1 ] |
| 2008 | João Ferreira de Lima         | Brasil   | 29:33 | 10km      | [ 1 ] |
| 2009 | Martin HHaway Sulle           | Tanzânia | 29:43 | 10km      | [ 1 ] |
| 2010 | Damião Ancelmo de Souza       | Brasil   | 29:35 | 10km      | [ 1 ] |
| 2011 | Mark Korir                    | Quênia   | 29:55 | 10km      | [ 1 ] |
| 2012 | Mark Korir                    | Quênia   | 29:09 | 10km      | [ 1 ] |
| 2013 | Giovani dos Santos            | Brasil   | 28:59 | 10km      | [ 1 ] |
| 2014 | Edwin Kiprop Kibet            | Quênia   | 30:39 | 10km      |       |
| 2015 | Giovani dos Santos            | Brasil   | 29:19 | 10km      |       |
| 2016 | Giovani dos Santos            | Brasil   | 29:12 | 10km      |       |

### Feminino
| Ano  | Atleta                       | País   | Tempo | Distância |       |
| ---- | ---------------------------- | ------ | ----- | --------- | ----- |
| 1984 | Filomena Bergamo             | Brasil |       |           | [ 1 ] |
| 1985 | Joana D'Arc Jeremias         | Brasil |       |           | [ 1 ] |
| 1986 | Sônia Maria dos Santos       | Brasil |       |           | [ 1 ] |
| 1987 | Sônia Maria dos Santos       | Brasil |       |           | [ 1 ] |
| 1988 | Joana D'Arc Jeremias         | Brasil |       |           | [ 1 ] |
| 1989 | Kelly Imaculada L. da Silva  | Brasil |       |           | [ 1 ] |
| 1990 | Sônia Alves dos Santos       | Brasil |       |           | [ 1 ] |
| 1991 | Kelly Imaculada dos Santos   | Brasil |       |           | [ 1 ] |
| 1992 | Sônia Maria Oliveira Marques | Brasil |       |           | [ 1 ] |
| 1993 | Viviany Anderson de Oliveira | Brasil |       |           | [ 1 ] |
| 1994 | Viviany Anderson de Oliveira | Brasil |       |           | [ 1 ] |
| 1995 | Rizoneide Wanderley          | Brasil |       |           | [ 1 ] |
| 1996 | Viviany Anderson de Oliveira | Brasil |       |           | [ 1 ] |
| 1997 | Rosângela Farias             | Brasil |       |           | [ 1 ] |
| 1998 | Cleuza Maria Irineu          | Brasil |       |           | [ 1 ] |
| 1999 | Delirde Maria Bernardes      | Brasil |       |           | [ 1 ] |
| 2000 | Fabiana Cristine da Silva    | Brasil |       |           | [ 1 ] |
| 2001 | Maria Zeferina Baldaia       | Brasil |       |           | [ 1 ] |
| 2002 | Márcia Narloch               | Brasil |       |           | [ 1 ] |
| 2003 | Maria Zeferina Baldaia       | Brasil |       |           | [ 1 ] |
| 2004 | Deborah Mengich              | Quênia |       |           | [ 1 ] |
| 2005 | Fabiana Cristine da Silva    | Brasil | 34:23 |           | [ 1 ] |
| 2006 | Ednalva Laureano da Silva    | Brasil | 34:36 |           | [ 1 ] |
| 2007 | Edielza Alves dos Santos     | Brasil | 35:15 | 10km      | [ 1 ] |
| 2008 | Nancy Jepkosgei Kipron       | Quênia | 33:43 | 10km      | [ 1 ] |
| 2009 | Eunice Jepkirui Kirwa        | Quênia | 34:19 | 10km      | [ 1 ] |
| 2010 | Eunice Jepkirui Kirwa        | Quênia | 33:02 | 10km      | [ 1 ] |
| 2011 | Eunice Jepkirui Kirwa        | Quênia | 33:35 | 10km      | [ 1 ] |
| 2012 | Maurine Kipchumba            | Quênia | 34:45 | 10km      | [ 1 ] |
| 2013 | Nancy Jepkosgei Kipron       | Quênia | 33:51 | 10km      | [ 1 ] |
| 2014 | Nancy Jepkosgei Kipron       | Quênia | 34:10 | 10km      |       |
| 2015 | Tatiana de Souza Araujo      | Brasil | 35:20 | 10km      |       |
| 2016 | Consolata Cherotich          | Quênia | 35:37 | 10km      |       |